# Coleophora ordinaria
Coleophora ordinaria é uma espécie de mariposa do gênero Coleophora pertencente à família Coleophoridae.